# 紅珠目魚
紅珠目魚（学名：Rosenblattichthys volucris）為輻鰭魚綱仙女魚目帆蜥魚亞目珠目魚科的一種，分布於東太平洋美國加利福尼亞州南部至墨西哥加利福尼亞灣海域，屬深海魚類，棲息在中層水域，雌雄同體，幼魚為浮游性，生活習性不明。